# Protobothrops mangshanensis
Protobothrops mangshanensis — вид ядовитых змей подсемейства ямкоголовых семейства гадюковых. Эндемична для провинций Хунань и Гуандун в Китае. Подвидов не выделяют. Это ночная ямкоголовая змея. Она поедает лягушек, птиц, насекомых и мелких млекопитающих. У них есть белый кончик хвоста, которым они покачивают, имитируя личинку, чтобы подманить добычу на расстояние атаки. Яд вызывает свертывание крови и разъедает мышечные ткани и может убить человека. Самка, в отличие от самок большинства других гадюковых, откладывает яйца и охраняет их, пока не вылупятся детеныши.

## Внешний вид и строение
Вес взрослой особи составляет 3-5 кг, а длина — до 203 сантиметров. Голова плоская, заострённая, края сильно выпуклые. Глаза большие, зрачки вертикальные. Шея чётко обозначена, передняя часть туловища тонкая, постепенно расширяющаяся до середины тела. Хвост умеренной длины.

## Распространение
Этот вид известен из типовой местности: «Пинкэн, Маншань (гора Ман), уезд Ицзан, Хунань», а также из автономного уезда Жуйюань-Яо в провинции Гуандун, оба на юге Китая.

## Сохранение статуса
Этот вид занесен МСОП в категорию «Под угрозой исчезновения» на том основании, что ареал этого вида вряд ли превышает 300 км², вид известен из двух мест, подверженных риску сбора змей для международной торговли домашними животными и наблюдается постоянное сокращение числа взрослых особей.

## Места обитания
Protobothrops mangshanensis встречается в горных районах на юге провинции Хунань. Хотя впервые обнаружен на горе Манг, он также встречается в прилегающих районах, в первую очередь в лесных районах покрытых густой растительностью. Часто он опирается на бревна и другие сооружения вдоль троп животных, чтобы засадить добычу, а также может быть найден в многочисленных пещерах в регионе. Зимние температуры в регионе приближаются к замерзанию, в то время как летние температуры могут достигать 30 °C или выше.

## Таксономия
Этот вид был первоначально описан в роду Trimeresurus. В 1993 году для этого вида был создан новый род Ermia, названный в честь китайского герпетолога Чжао Эрми. Однако оказалось, что это родовое название уже использовалось для рода саранчи. Поэтому в качестве замены имени Ermia было предложено новое название Zhaoermia. В 2007 году Guo et al. (2007) перевели вид в род Protobothrops, основываясь на доказательствах родства Trimeresurus mangshanensis с другими видами этого рода. Поэтому этот вид в настоящее время известен как Protobothrops mangshanensis.